# 仙靈祠
24°26′16″N 121°48′02″E / 24.437883°N 121.800480°E

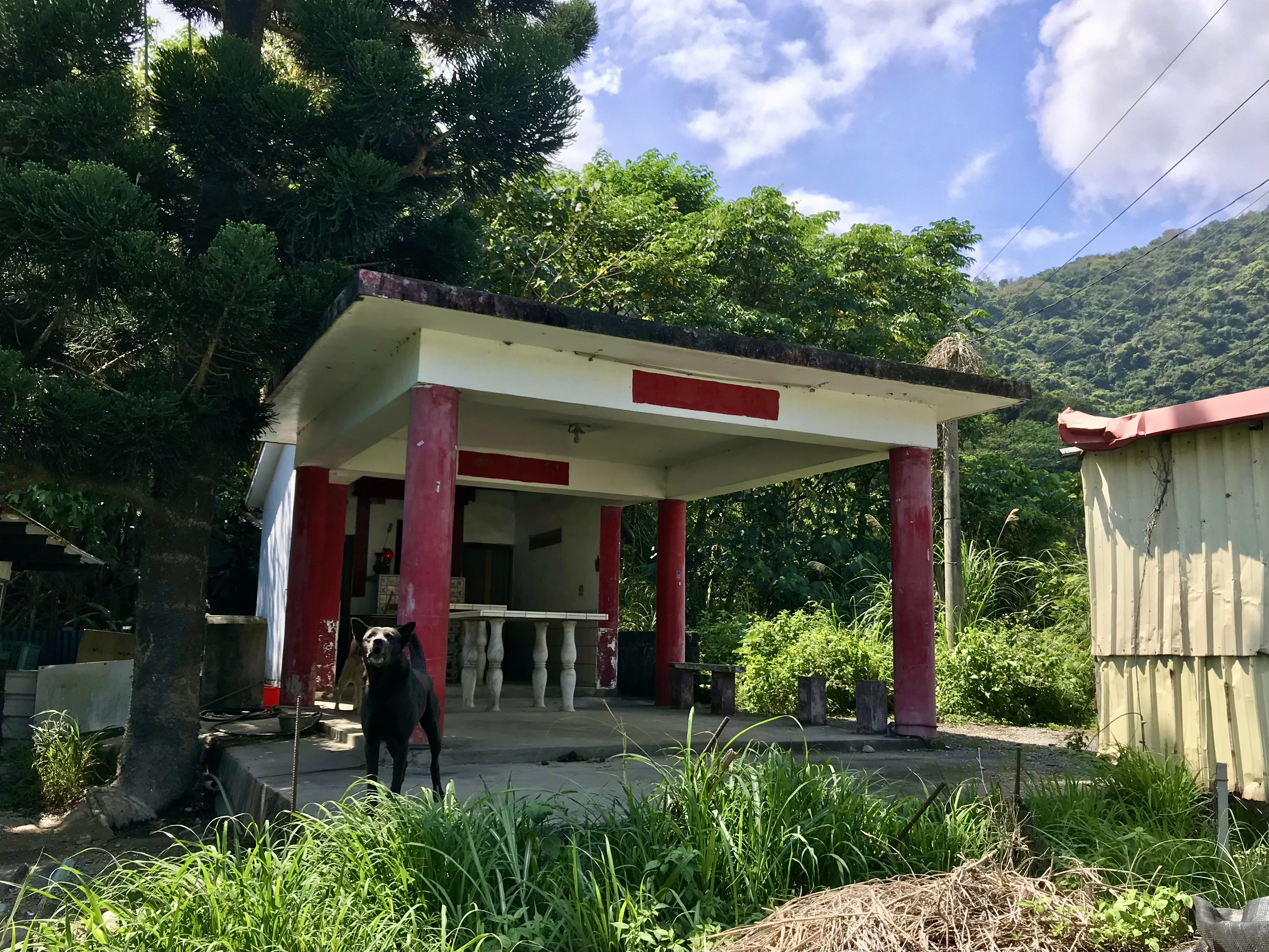
仙靈祠

仙靈祠，是位於臺灣宜蘭縣南澳鄉的有應廟，祭祀早期巨石文化的原住民，引起考古學家注意而發現大南澳海岸遺址。

## 由來
日治時期，日本人招募新竹、羅東居民到大南澳海濱開墾時，黎萬水等人在山上發現有石棺的亂葬崗，將山上視為禁地。居民相傳蓋屋時曾挖到遺骸，便將他們陪葬的玉飾據為己有，遺骨丟入海內，結果多人橫死。
1989年，在山腳下種植麻竹整地的居民李鹿港，挖到一具內有遺骸的石棺，提報公所後，請來道士作法。公所拓寬道路時，也挖到遺骸與石棺。當地相傳有神秘老人出沒，因此居民就提議在朝陽里為這些遺骸建廟，1991年1月8日落成。
祠位於路旁，後面竹欉就埋有石棺、穿孔石壁、石墜子等石器，內部收集的石棺屍骸則尊稱為「千家公」。居民早期認為山地原住民與漢人是不用石棺的，可能是大南澳事件的英國人被原住民所殺，就以板岩作棺。李鹿港說一次大風掃壞廟簷一角後，他就在黃昏看到兩名白衣巨人從廟走向他家，似乎想請他修繕，因此就自願做廟公。
此些消息引起在附近培育香魚的鄭明能好奇，在山上發現石板屋。《中國時報》對石棺與此廟的兩篇報導，引發臺灣省文獻委員會東部助理研究員王天送、黃建霖等人的重視，經半年踏勘，找到屬於巨石文化的大南澳海岸遺址，而石棺研判可能在六百年左右。
省文獻會主席簡榮聰得知後，認為仙靈祠有功，於1992年8月12日贈匾「護佑吾民」感謝。

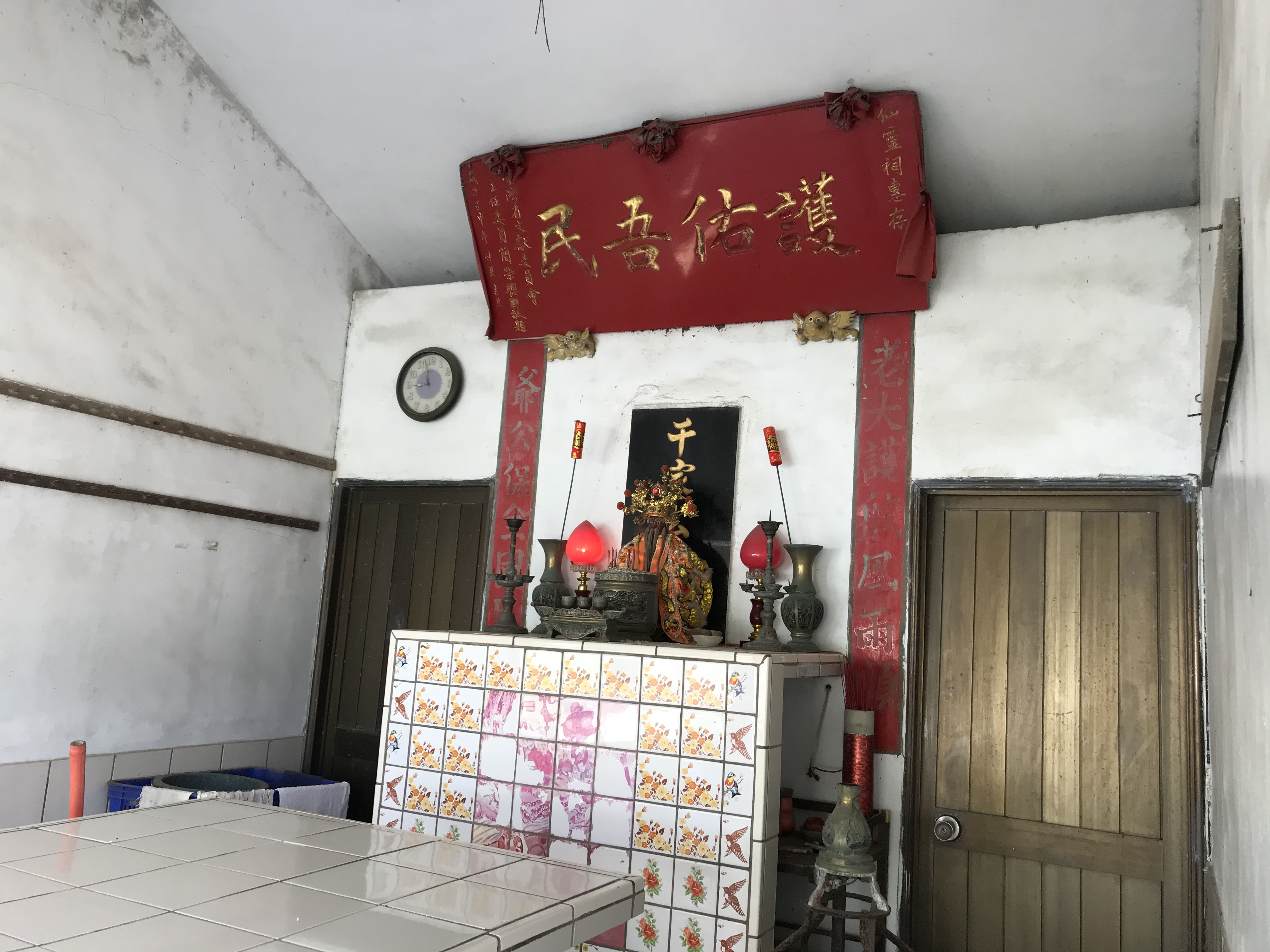
仙靈祠「護佑吾民」匾額與牌位